# Heterostylodes pilifer
Heterostylodes pilifer är en tvåvingeart som först beskrevs av Zetterstedt 1845.  Heterostylodes pilifer ingår i släktet Heterostylodes, och familjen blomsterflugor. Arten är reproducerande i Sverige.